# Rasis

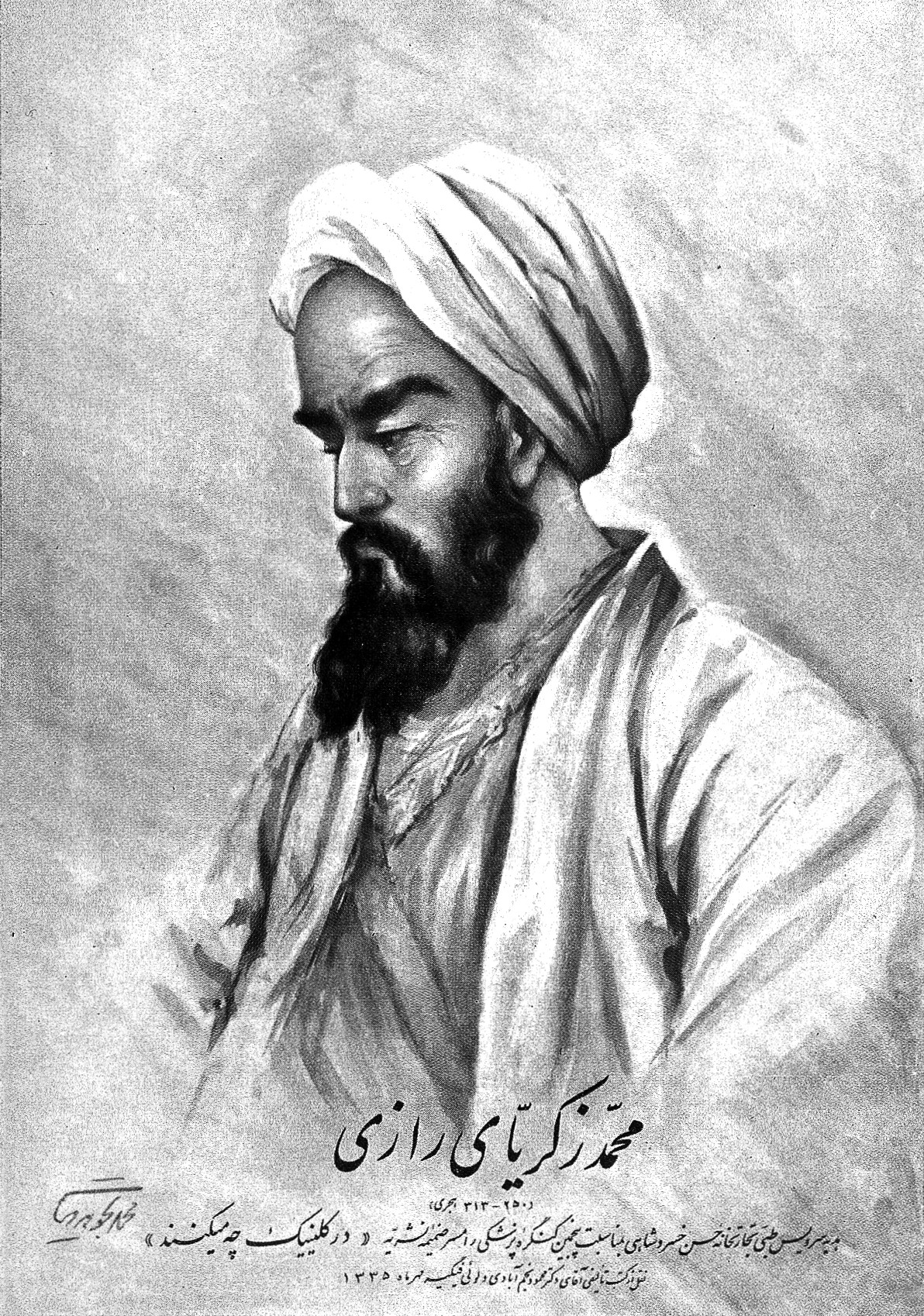
Portret van Muhammad ibn Zakarīya Rāzi

Muhammad ibn Zakariyā Rāzī Mohammad-e Zakariā-ye Rāzi: Perzisch: محمد زکریای رازی), ook bekend als al-Razi, Rhazes of Rasis (28 augustus 865 – 6 oktober 925) was een Perzische arts, alchemist, filosoof en geleerde. Hij staat bekend als een van de bekendste artsen uit zijn tijd, en een belangrijk persoon uit de geschiedenis van de geneeskunde. Hij wordt tevens erkend als een Uomo universale.

## Biografie
Razi werd geboren in Rey, een stad even ten zuiden van Teheran. Zijn achternaam verwijst hier mogelijk ook naar. Vermoed wordt dat hij in zijn jonge leven de kans had om musicus te worden, maar hij verlegde zijn interesse van muziek naar alchemie. Na zijn 30e (volgens sommige bronnen 40e) stopte hij met zijn studie alchemie, omdat zijn experimenten hem een oogaandoening op hadden geleverd. Zijn zoektocht naar een geneesmiddel tegen deze aandoening zijn mogelijk de reden dat hij zich met geneeskunde ging bezighouden.
Razi studeerde medicijnen onder Ali ibn Sahl Rabban al-Tabari. Razi werd in zijn thuisstad beroemd als arts, maar reisde ook door Perzië om les te geven in de geneeskunde. Hij was hoofd van het door Haroen al-Rashid gestichte ziekenhuis van Bagdad. Hij stond bekend als een man die veel aandacht had voor zijn patiënten. Razi was tevens een rationalist, die volgens historici vrij was van vooroordelen.
Razi’s oogaandoening werd nooit genezen en leidde uiteindelijk tot volledige blindheid. Hij weigerde hierna verzorging daar hij zijn einde voelde naderen. Hij stierf in 925.

## Bijdragen aan de geneeskunde

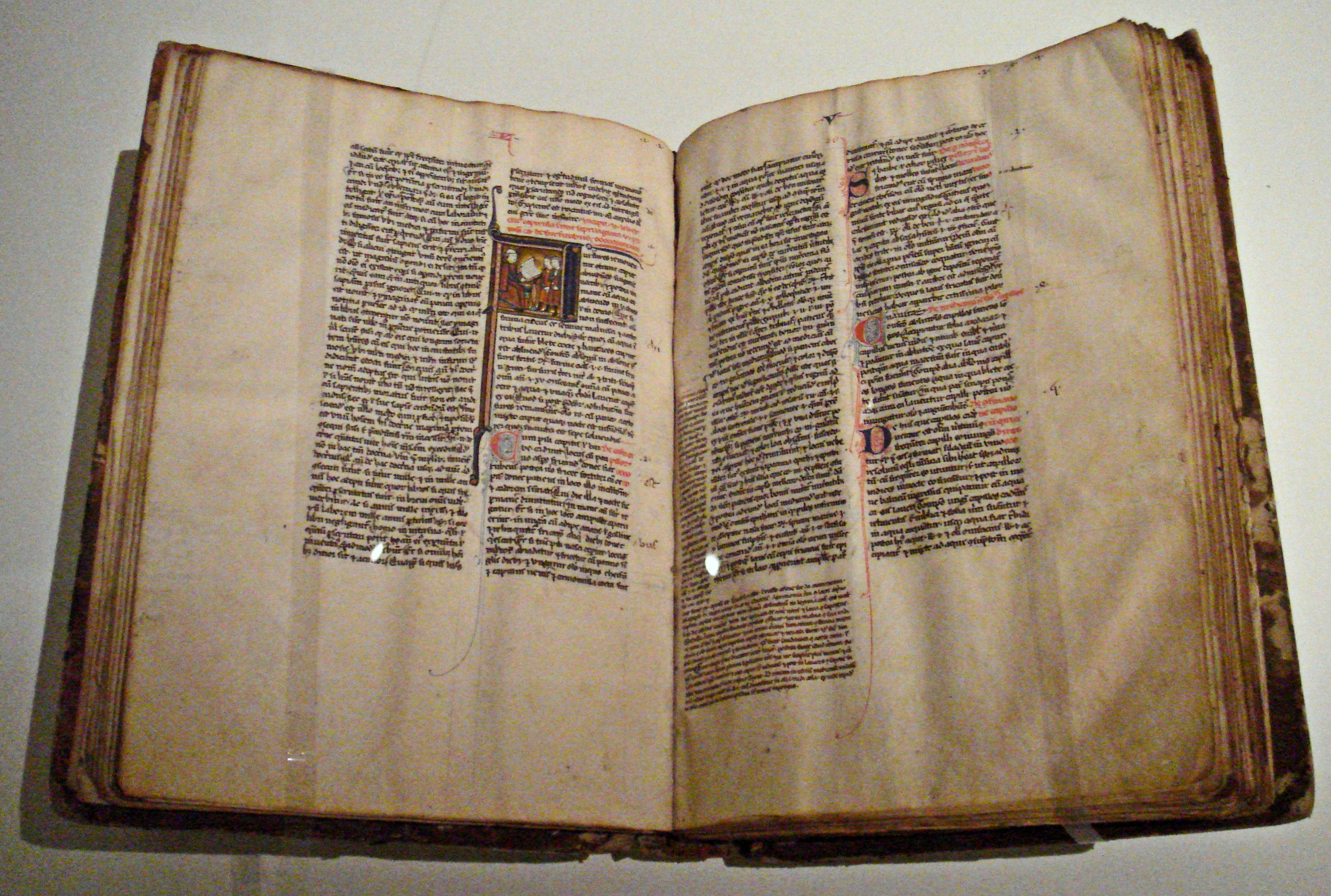
Al-Razi's Recueil des traités de médecine vertaald door Gerard van Cremona, tweede helft van de 13e eeuw.

Veel destijds nieuwe ontdekkingen op het gebied van medisch onderzoek, klinische zorg en scheikunde worden aan hem toegeschreveven, zoals de ontdekking van verschillende chemische componenten zoals alcohol en kerosine. Edward Granville Browne beschouwt hem als "probably the greatest and most original of all the physicians, and one of the most prolific as an author".
Razi’s bijdragen aan de geneeskunde, alchemie, muziek en filosofie zijn verzameld in meer dan 200 boeken en artikelen. Hij was goed thuis in Perzische, Oud-Griekse en Indische geneeskunde, en deed veel ontdekkingen via eigen observaties. Razi was een pionier op het gebied van pediatrie, neurochirurgie en oogheelkunde.
Razi was een van de eersten die humores gebruikte om infectieziekten van elkaar te onderscheiden. Zo kon hij een onderscheid maken tussen pokken en mazelen via klinische karakterisatie van beide ziektes. Verder was hij een van de eerste artsen die zich bezighield met studies naar allergie en immunologie. Hij verklaarde ook het verband tussen het ruiken aan een roos en rinitis. Dit kan worden gezien als voorloper van de ontdekking van hooikoorts. Razi was de eerste die inzag dat koorts een natuurlijke reactie was van het menselijk lichaam op een ziekteverwekker.
Als alchemist hield Razi zich vooral bezig met studie naar chemische componenten, en hun mogelijke bijdrage aan de geneeskunst. Zo gebruikte hij reeds ethanol in medicijnen. Zodoende droeg hij ook bij aan de farmacie.
Razi was de auteur van Het alomvattende boek, dat in de dertiende eeuw in Europa bekend werd als Liber continens. Hij beschreef hierin zo'n 900 kwalen.